# Artère supra-rénale inférieure
L'artère supra-rénale inférieure (ou artère surrénale inférieure ou artère capsulaire inférieure) est une artère systémique paire de l'abdomen qui vascularise la glande surrénale.

## Origine
L'artère supra-rénale inférieure nait généralement l'artère rénale homolatérale.

## Trajet
L'artère supra-rénale inférieure droite se dirige obliquement en haut et en dedans en passant derrière la veine cave inférieure pour atteindre la glande surrénale droite.
L'artère supra-rénale inférieure gauche se dirige verticalement en haut pour atteindre la glande surrénale gauche.
Elles fournissent des rameaux capsulaires pour la capsule adipeuse du rein et des rameaux surrénaliens pour les glandes surrénales
Elle vascularise également l'uretère proximal.